# 纳塔利娅·拉夫罗娃
纳塔利娅·拉夫罗娃（俄语：Наталья Лаврова，1984年8月4日—2010年4月23日），出生於俄罗斯奔萨，是俄罗斯女子体操运动员。曾在2000年夏季奧林匹克運動會團體比賽中獲得金牌、2004年夏季奧林匹克運動會团体比赛中获得金牌。
2010年，她在奔萨州的一場車禍中喪生。